# Linduška horská

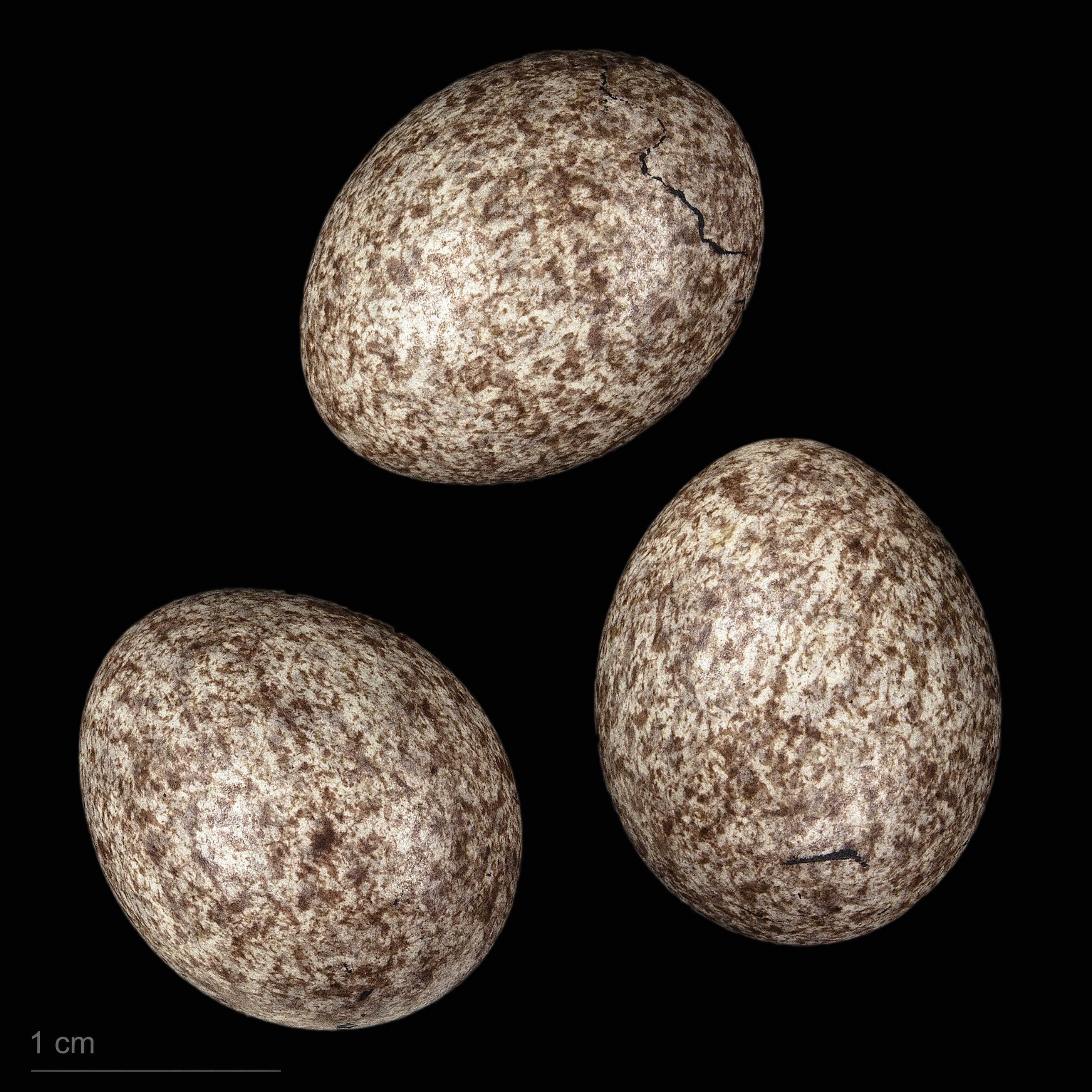
Anthus spinoletta spinoletta

Linduška horská (Anthus spinoletta) je malý zpěvný pták z čeledi konipasovití. Je nenápadně hnědavě zbarvený. Hnízdí v horských oblastech Evropy.